# Круглов Сергій Никифорович
Круглов Сергій Никифорович (19 вересня (2 жовтня) 1907 або 2 жовтня 1907 , Зубцов, Російська імперія  — 6 липня 1977 , Пушкінський район, Москва, СРСР ) — Нарком (Міністр) внутрішніх справ СРСР з 1945 по 1956 роки, один з керівників органів державної безпеки СРСР, комісар державної безпеки 2-го рангу (4 лютого 1943), генерал-полковник (9 липня 1945). Член ВКП(б) з грудня 1928 року. Член ЦК КПРС у 1952—1956 роках; кандидат у члени ЦК ВКП(б) у 1939—1952 роках. Депутат Верховної Ради СРСР 2-го і 4-го скликань.

## Біографія
Народився 19 вересня (2 жовтня) 1907 року в родині селянина села Устя, тепер Калязинського району Тверської області. У 1924—1925 роках — секретар і голова Никифорівської сільради (Тверська губернія). У 1925—1926 роках — завідувач хатою-читальнею в с. Никифоровка. У 1926—1928 роках — ремонтний робітник, слюсар радгоспу «Вахново» Погорєльського району Тверської губернії. У 1928—1929 роках — член правління, голова правління споживчого товариства «Сузір'я» (Тверська губернія). У 1929—1930 роках — служив у РСЧА, молодший автомеханік 3-го танкового полку. У 1930—1931 роках — старший інструктор-механік навчально-дослідного зерносовхоза № 2, (Кустанайська область).
З 1931 року студент Московського індустріально-педагогічного інституту ім. К. Лібкнехта, в 1934 році переведений слухачем японського відділення особливого сектора Московського інституту сходознавства, а з 1935 р. був направлений на східне відділення Історичного Інституту червоної професури, де навчався в 1935—1937 роках, навчання не завершив.
З жовтня 1937 р. відповідальний організатор Відділу керівних партійних органів (ОРПО) ЦК ВКП(б).
У листопаді 1938 р. (після приходу Л. П. Берії) був направлений в Наркомат внутрішніх справ як особливо уповноважений НКВС СРСР, йому присвоїли спеціальне звання «старший майор держбезпеки».
- 1939—1941 роки — заступник наркома внутрішніх справ СРСР по кадрам.
- 1941 рік — 1-й заступник наркома внутрішніх справ СРСР, член Ради з евакуації при РНК СРСР, член Військової ради Резервного фронту.
- 1941—1942 роки — член Військової ради Західного фронту.
- 1941—1943 роки — заступник наркома внутрішніх справ СРСР.
- 1943—1945 роки — 1-й заступник наркома внутрішніх справ СРСР.
- 1945—1953 роки — нарком-міністр внутрішніх справ СРСР.

Після смерті І. В. Сталіна, коли міністерства внутрішніх справ і державної безпеки були об'єднані в єдине відомство під керівництвом Л. Берії, 11 березня 1953 р. був призначений першим заступником міністра внутрішніх справ СРСР. Існує свідчення, що Круглов брав активну участь у підготовці зняття Берії, готував операцію з його ліквідації. Після арешту Л. Берії 26 червня 1953 р., зайняв посаду звільненого з посади міністра і в його підпорядкуванні опинився весь каральний апарат СРСР. Незважаючи на те, що він був соратником Л. Берії, йому було доручене завдання усунути з посади і, при необхідності, провести арешти кількох десятків найбільш одіозних діячів колишнього НКВС СРСР і потім приступити до реформування Міністерства внутрішніх справ СРСР. Круглову приписується ініціатива створення Комітету державної безпеки, який був утворений 13 березня 1954 р. шляхом виділення зі складу МВС СРСР «оперативно-чекістських управлінь та відділів».
В очах нового партійного керівництва Круглов проте залишався «підручним Берії». Початком заходу його кар'єри стало його відсторонення від керівництва МВС СРСР у січні 1956 р. і переведення на малозначиму посаду заступника міністра будівництва електростанцій СРСР, де він міг докласти досвід керівництва будівництвом, накопичений ним у роки курирування Головпромбуду в системі ГУЛАГу. У серпні 1957 р. був переведений на посаду заступника голови Кіровської Ради народного господарства, а в липні 1958 р. звільнений на пенсію по інвалідності. У 1959 р. був позбавлений генеральської пенсії та виселений з елітної квартири, а 6 червня 1960 р. — виключений з членів КПРС за «причетність до політичних репресій». Решту свого життя провів скромно. 6 липня 1977 року загинув, потрапивши під потяг біля платформи «Правда» Ярославського напрямку Московської залізниці.
Похований на Новодівочому цвинтарі в Москві.